# Cuscuta epithymum
Cuscuta epithymum (L.) L., 1759 è una pianta parassita della famiglia delle Convolvulacee.

## Descrizione

### Fusto
I fusti di questa pianta, sottili ed elastici, si avvolgono sopra ed attorno a piante come Calluna vulgaris.

### Fiore
I fiori si raggruppano in densi glomeruli lungo i fusti e fioriscono da aprile a settembre. Il singolo fiore è campanulato, con sepali corti e tondi. Quando le infiorescenze sono al massimo possono nascondere il cespuglio ospite.

### Frutto e seme
Il frutto non è molto differente dal fiore, se non che i petali sono completamente appassiti. Il seme, germinando, produce un germoglio che subito si attacca alla pianta più vicina e vi si aggrappa con degli austori. A quel punto la radice muore e il nutrimento viene dalla pianta ospitante.